# Santo Domingo (Venezuela)
Pour les articles homonymes, voir Santo Domingo.
Santo Domingo est le chef-lieu de la municipalité de Cardenal Quintero dans l'État de Mérida au Venezuela.